# Diametru unghiular

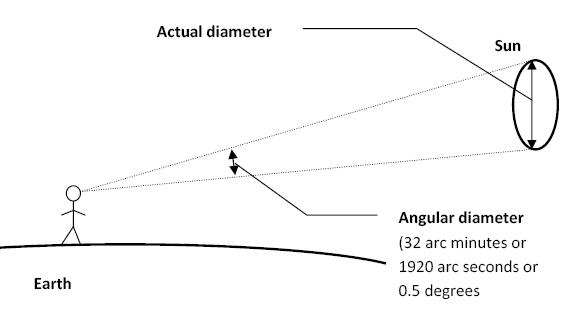
Diametrul unghiular al Soarelui față de un observator aflat pe Pământ

Diametrul unghiular sau dimensiunea aparentă a unui obiect așa cum se vede de la o anumită poziție este „diametrul vizual” al obiectului măsurat ca un unghi. Din punct de vedere științific este numit unghi vizual. Diametrul vizual este diametrul proiecției perspective a obiectului pe un plan, prin centrul său, care este perpendicular pe direcția de vizualizare. Din cauza bătăii scurte, diametrul unghiular poate fi destul de diferit de diametrul fizic real al unui obiect care este văzut sub un anumit unghi. Pentru un obiect în formă de disc aflat la o distanță astronomică diametrul vizual și cel real au valori egale. 